# Condado de Multnomah
O Condado de Multnomah (em inglês:  Multnomah County) é um dos 36 condados do estado americano do Oregon. A sede e maior cidade do condado é Portland. Foi fundado em 22 de dezembro de 1854.
O condado possui uma área de 1 206 km², dos quais 1 117 km² estão cobertos por terra e 89 km² por água, uma população de 735 334 habitantes, e uma densidade populacional de 658,3 hab/km² (segundo o censo nacional de 2010). É o condado mais populoso do Oregon.